# César Ferrario
César Ferrario Leite Neto (Mossoró, 14 de maio de 1974) é um ator brasileiro.

## Biografia
Nascido em Mossoró, município no interior do estado do Rio Grande do Norte, César Ferrario iniciou sua carreira em 2009, no teatro, com a peça O Capitão e a Sereia. No ano seguinte, estrelou a peça Sua Incelença, Ricardo III, que contou com a direção de Gabriel Villela.
No ano de 2012, realizou sua estreia em televisão, na novela Cheias de Charme exibida pela Rede Globo com o personagem Vavá. Após a estreia na teledramaturgia, continuou realizando papéis na emissora, onde participou em 2014 de duas produções, a minissérie Amores Roubados e no remake de O Rebu.
Em 2016, participou da websérie Dalton/Hebe. No ano seguinte, retornou a TV Globo, onde participou do folhetim O Outro Lado do Paraíso, onde interpretou o matador de aluguel, Rato. Ainda em 2017, foi locutor do curta-metragem potiguar Repulsa, que trata sobre abuso de poder. Em 2019, participou da novela A Dona do Pedaço, onde viveu Adão, primo da protagonista Maria da Paz (Juliana Paes) e da série Sob Pressão, onde viveu o miliciano Aristeu.
Retornou em 2021, aos seriados, a participar da segunda temporada de Aruanas, produzida pela Globoplay. Em seguida, participa do remake da novela Pantanal, onde vive o jagunço Clemente. Após a participação em Pantanal, integrou a novela Mar do Sertão, onde interpretou o comerciante especializado em venda de produtos persas Zahyn.
No ano de 2023, participou do seriado Cangaço Novo, produzido pelo serviço de streaming estadunidense Prime Video. Também participou da produção infantil Acampamento de Magia para Jovens Bruxos, exibido também na plataforma de streaming Globoplay. No ano seguinte, participou da novela Terra e Paixão, onde viveu um presidiário que aproxima-se do fazendeiro Antônio La Selva (Tony Ramos).

## Filmografia

### Televisão
| Ano  | Trabalho                                | Personagem            | Nota                         |
| ---- | --------------------------------------- | --------------------- | ---------------------------- |
| 2012 | Cheias de Charme                        | Morvan (Vavá)         |                              |
| 2014 | Amores Roubados                         | Bigode de Arame       |                              |
| 2014 | O Rebu                                  | Adão                  |                              |
| 2016 | Dalton/Hebe                             | Olavão                | Episódio: "Enfim, Sós"       |
| 2017 | O Outro Lado do Paraíso                 | Josimar Flores (Rato) |                              |
| 2017 | Repulsa                                 | Locutor               | Curta-metragem               |
| 2019 | Sob Pressão                             | Aristeu               | Episódio: "2 de maio"        |
| 2019 | A Dona do Pedaço                        | Adão Ramirez          |                              |
| 2021 | Aruanas                                 | Cunha                 | Temporada 2                  |
| 2022 | Pantanal                                | Clemente              | Episódios: "6–7 de abril"    |
| 2022 | Mar do Sertão                           | Zahyn                 |                              |
| 2023 | Cangaço Novo                            | Curimbaba             |                              |
| 2023 | Acampamento de Magia para Jovens Bruxos | Mugro                 |                              |
| 2024 | Terra e Paixão                          | Olegário              | Episódios: "5–18 de janeiro" |

### Teatro
| Ano  | Peça                       | Direção           | Ref.  |
| ---- | -------------------------- | ----------------- | ----- |
| 2009 | O Capitão e a Sereia       | Fernando Yamamoto | [ 7 ] |
| 2010 | Sua Incelença, Ricardo III | Gabriel Villela   | [ 8 ] |

### Cinema
| Ano  | Filme         | Direção                              | Ref.   |
| ---- | ------------- | ------------------------------------ | ------ |
| 2021 | Cabeça de luz | Fernando Suassuna, Carito Cavalcanti | [ 25 ] |

## Vida pessoal
Desde o ano de 2006, o ator é casado com a também atriz Titina Medeiros.